# Калифорнийский залив
Калифорни́йский зали́в (исп. Golfo de California), известен также как мо́ре Корте́са (исп. Mar de Cortés) и Алое море (исп. Mar Bermejo) — залив, отделяющий полуостров Калифорния от мексиканского континентального побережья Тихого океана. Воды залива омывают побережья мексиканских штатов Нижняя Калифорния, Южная Нижняя Калифорния, Сонора и Синалоа, длина береговой линии составляет порядка 4000 км. Реки, впадающие в Калифорнийский залив, включают Колорадо, Фуэрте, Майо, Синалоа, Сонора и Яки. Поверхность залива составляет около 177 000 км2. Максимальная глубина превышает 3000 метров из-за сложной геологии, связанной с тектоникой плит.
Считается, что залив является одним из самых разнообразных водоемов на Земле и является домом для более 5000 видов микробеспозвоночных. Некоторые части Калифорнийского залива внесены в список Всемирного наследия ЮНЕСКО.

## География

### Площадь
Международная гидрографическая организация определяет южную границу залива как «линию, соединяющая Пиакстла Пойнт (23°38’с. ш.) на западном побережье материковой части Мексики и южную оконечность Нижней Калифорнии».
Размеры залива составляют 1126 км в длину и 48-241 км в ширину, с площадью 177 000 км2, средняя глубина 818,08 м, объем 145 000 км3.
Калифорнийский залив включает три зоологических региона:
1. Северный залив
2. Центральный залив
3. Южный залив

Между регионами существуют переходные зоны, и они обычно различаются для каждого отдельного вида. (Зоологические регионы различаются по определенным типам животных, обитающих там.)

### Геология
Научные данные интерпретируются геологами как свидетельство того, что залив возник порядка 5,3 миллиона лет назад когда тектонические силы отрезали полуостров Калифорния от Северо-Американской плиты. В рамках этого процесса Восточно-Тихоокеанское поднятие распространилось вверх по центру залива вдоль морского дна. Это продолжение Восточно-Тихоокеанского поднятия часто называют рифтовой зоной Калифорнийского залива. Залив простирается до Индио, штат Калифорния, если не учитывать огромную дельту, созданную рекой Колорадо. Эта дельта не дает морю затопить Мехикали и долину Империал. Зона Восточно-Тихоокеанского поднятия сейсмически активна. Одним из примеров продолжающейся вулканической активности является остров Тортуга. Кроме того, в бухте Баия-де-Консепсьон есть гидротермальные источники.

### Острова
В заливе 37 крупных островов, крупнейшие из которых — Анхель-де-ла-Гуарда и Тибурон. Большинство островов находится на западной стороне залива. Фактически, многие острова являются результатом извержений вулканов, которые произошли в ранние периоды истории залива. Считается, что в результате таких извержений возникли острова Лас-Трес-Мариас, Ислас-Сан-Франциско и Партида. Однако островные образования не связаны друг с другом, каждый из них был сформирован в результате отдельного структурного явления. На нескольких островах, в том числе на Коронадос, есть вулканы.
В заливе насчитывается более 900 островов и островков, общая площадь которых составляет около 420 гектаров. Все они в целом были объявлены «заповедником, пристанищем для перелетных птиц и зоной дикой природы» 2 августа 1978 года. В июне 2000 года острова были объявлены зоной охраны флоры и фауны. В дополнение к этим усилиям правительства Мексики, все острова в заливе были включены в состав международной программы «Человек и биосфера» и являются теперь частью Всемирной сети заповедников ЮНЕСКО как Особый биосферный заповедник. Из-за огромного пространства, охваченного этой федеральной охраняемой территорией, сохранение и управление осуществляется через систему из четырех региональных управлений (по одному на каждый штат, граничащий с Калифорнийским заливом). Работа по прямому и косвенному сохранению, проводимая на островах, регулируется единой программой управления, опубликованной в 2000 году, которая дополняется местными и конкретными программами управления. Управление охраны дикой природы островов Калифорнийского залива в Нижней Калифорнии отвечает за 56 островов, расположенных у побережья штата и сгруппированных в четыре архипелага: Сан-Луис-Гонзага, Гардиан Энджел, Баия-де-лос-Анджелес и Сан-Лоренцо.

### Берега и приливы
Три основных типа берегов залива включают скалистый берег, песчаный пляж и приливную равнину.
Богатое биоразнообразие и большое количество эндемических видов, которые характеризуют залив и делают его таким популярным местом для рыбной ловли, можно объяснить, казалось бы, незначительными факторами, такими как типы скал, образующих берег. Берега с более мягкими и пористыми породами (такими как ракушечный известняк, риолиты, гранит или диорит) обычно имеют более высокое видовое богатство, чем пляжи с более твердыми и гладкими породами (такими как базальт или диабаз). В пористых породах, естественно, будет больше трещин и щелей, что делает их идеальным местом для жизни многих животных. Сами скалы, однако, должны быть устойчивыми, чтобы среда обитания была стабильной. Кроме того, на организмы, живущие на берегу может повлиять цвет скал. Например, темные камни будут значительно теплее, чем светлые, и могут отпугнуть животных, которые плохо переносят тепло. В северной части залива уровень приливов достигает 5 м. Смешанные полусуточные приливы являются нормой на большей части залива.

## Климат

### Атмосфера
Несмотря на то, что берега залива, как правило, защищены от непрерывных ударов волн, которые испытывает большинство других североамериканских берегов, штормы, известные как «чубаско», могут нанести значительный ущерб береговой линии, несмотря на их кратковременность.

### Океан
Температура воды зависит от глубины месте измерения. Например, на небольших глубинах напрямую влияет температура воздуха, в то время как более глубокие воды менее восприимчивы к изменениям температуры воздуха. Температура воды в заливе обычно опускается до 16 °C зимой и достигает 24 °C летом. Но температура в заливе может сильно различаться, а вода у побережья почти всегда теплее, чем в открытом океане. Например, вода, окружающая Ла-Пас, достигает 30 °C в августе, в то время как вода в соседнем городе Кабо-Сан-Лукас достигает только 26 °C. В северной части залива бывают довольно холодные зимы, температура воды иногда может опускаться ниже 8 °C, что может привести к массовой гибели морских организмов. К животным, наиболее чувствительным к значительному снижению температуры воды, относятся макроскопические водоросли и планктон.
| Янв   | Фев   | Мар   | Апр   | Май   | Июн   | Июл   | Авг   | Сен   | Окт   | Нов   | Дек   |
| ----- | ----- | ----- | ----- | ----- | ----- | ----- | ----- | ----- | ----- | ----- | ----- |
| 17 °C | 16 °C | 17 °C | 19 °C | 21 °C | 23 °C | 26 °C | 28 °C | 28 °C | 26 °C | 23 °C | 19 °C |

| Янв   | Фев   | Мар   | Апр   | Май   | Июн   | Июл   | Авг   | Сен   | Окт   | Нов   | Дек   |
| ----- | ----- | ----- | ----- | ----- | ----- | ----- | ----- | ----- | ----- | ----- | ----- |
| 19 °C | 19 °C | 21 °C | 23 °C | 25 °C | 27 °C | 28 °C | 30 °C | 28 °C | 27 °C | 24 °C | 21 °C |

| Янв   | Фев   | Мар   | Апр   | Май   | Июн   | Июл   | Авг   | Сен   | Окт   | Нов   | Дек   |
| ----- | ----- | ----- | ----- | ----- | ----- | ----- | ----- | ----- | ----- | ----- | ----- |
| 20 °C | 19 °C | 19 °C | 19 °C | 20 °C | 21 °C | 24 °C | 26 °C | 26 °C | 26 °C | 24 °C | 22 °C |

## Океанская природа
Залив отличается наличием богатой экосистемы. В дополнение к широкому спектру эндемичных существ, таких как находящаяся под угрозой исчезновения калифорнийская морская свинья, здесь обитает множество мигрирующих видов, таких как горбатый кит, калифорнийский серый кит, косатка, манта, кальмар Гумбольдта и кожистая морская черепаха, а также самое крупное в мире животное, синий кит. В районе дельты реки Колорадо осталась небольшая популяция тотоабы. Этот регион исторически был магнитом для занятий спортивной рыбалкой мирового класса, с богатой историей мировых спортивных рекордов. Регион также имеет богатую историю коммерческого рыболовства. Однако данные сильно различаются в зависимости от изучаемых видов, и способность залива восстановить размеры популяций после многих лет чрезмерного вылова остается неопределенной. Более того, изменения в экологии суши, такие как значительное сокращение стока реки Колорадо в залив, отрицательно сказались на рыболовстве, особенно в северном регионе.
В заливе обитает большое количество морских млекопитающих, многие из которых редки и находятся под угрозой исчезновения. Острова залива являются важными местами гнездования тысяч морских птиц, а его воды служат основным местом размножения, кормления и кормления бесчисленных мигрирующих и постоянно обитающих видов рыб. На протяжении десятилетий залив был основным источником двух основных морских ресурсов Мексики: сардин и анчоусов. Загрязнение воды в заливе является проблемой, но более серьезными проблемами являются перелов и донное траление, которое уничтожает моллюсков и заросли взморника, служащие «пастбищем» для морских животных и рыб, а также для перелётных водоплавающих птиц.
Усилия мексиканского правительства по созданию охранных зон и заповедников были затруднены из-за недостатка ресурсов принуждения, а также из-за отсутствия политического консенсуса по этому вопросу сохранения залива. даже с учетом того, что залив является объектом всемирного наследия ЮНЕСКО. Контроль весьма протяженной береговой линии затруднен, а политически влиятельная индустрия коммерческого рыболовства не спешит принимать даже экономически жизнеспособные природоохранные меры. Сохранение рыбных промыслов и береговых линий залива также осложняется долгой историей чрезмерной капитализации в этом секторе и прямым, часто негативным, воздействием природоохранных мер на средства к существованию жителей прибрежных районов Мексики. В настоящее время мексиканское правительство и деловые круги продвигают видение развития туризма в заливе на макроуровне, влияние которого на местную экологию и общество остается неопределенным. В 2019 году залив был добавлен в Список всемирного наследия, находящегося под угрозой, из-за опасений по поводу неминуемого исчезновения калифорнийской морской свиньи.
Прибрежные общины сильно зависят от коммерческого и спортивного рыболовства, включая Сан-Фелипе, Кабо-Сан-Лукас, Ла-Пас, Лорето, Гуаймас, Баия-де-Кино, Пуэрто-Пеньяско, Тополобампо и Мулехе. Хорошо развитые флотилии по вылову креветок и сардин в Масатлане, на тихоокеанском побережье материковой части Мексики, активно эксплуатируют коммерческий потенциал южной части залива.
Многие морские организмы могут выжить только в определенном диапазоне солености, что делает соленость важным фактором при определении типов потенциально промысловых организмов, обитающих в заливе. Среднегодовые диапазоны солености залива составляют от 3,5 до 3,58 % у поверхности. Кроме того, соленость воды в северной части залива, как правило, выше, чем в центральных и южных регионах из-за повышенного испарения.
Местные жители утверждали о существовании в заливе гигантского существа, известного как «Черный демон» (исп. El Demonio Negro). Обычно это черная акула, реже — кит, размером порядка 18 м, что аналогично предполагаемой длине мегалодона. Это один из ряда предполагаемых случаев гигантских акул в Тихом океане, сделанных на протяжении 20 и 21 веков.